# Диево (Тверская область)
Ди́ево — село в Рамешковском районе Тверской области, сельское поселение Алёшино. На начало 2008 года население — 206 жителей. До 2005 года было центром сельского округа.

## География
Расположена в 25 километрах к востоку от районного центра Рамешки, на реке Ивице, левом притоке Медведицы. Через село проходит автодорога «Прислон — Лядины — Диево — Топориха», с юга подходит автодорога «Алёшино — Диево» (по ней ходит рейсовый автобус из Диева на Рамешки — Тверь).

## История
Первое упоминание о селе Диево встречается в переписной книге 1678 года: в нём церковь Введения Пресвятой Богородицы деревянная, крестьянских дворов нет, живет один церковный причт. Рядом с Диево в XVII веке располагалось значительно ранее возникшее село Селище, которое являлось административным центром Ивицкой верхней половины дворцовой карельской волости. В течение XVIII века эти два селения существовали рядом, а в первой четверти XIX века за ними закрепилось одно название — Диево.
В 1823 году построена каменная Введенская церковь.
С начала XIX века село принадлежало помещикам Демьяновым, чья усадьба Горка располагалась к северу от села, в сельце Немчиха (сейчас на территории села). В Немчихе стоял дом с хозяйственными постройками, два кирпичных, спиртовой и молочный заводы, ветряная мельница, кузница, действовало прудовое хозяйство. В конце XIX века на усадьбе существовали школа и больница.
- В 1859 в Диево 29 дворов, 213 жителей. В Немчихе — 108 жителей.
- В 1887 году в селе Диево Заклинской волости Диевского прихода Бежецкого уезда 36 дворов, 259 жителей, бывшие помещичьи крестьяне, карелы.
- В 1891 году основана Диевская земская школа.
- В 1918-21 Диево — центр одноименной волости Бежецкого уезда.
- По переписи 1920 в Диево 78 дворов (в том числе 66 карельских), 350 жителей.
- В 1920-е годы в Немчихе организован один из первых совхозов.
- В 1925 году Диево — центр одноименного сельсовета Киверичской волости Бежецкого уезда.
- В 1929 году в Диево создана коммуна «Пятилетка».
- С 1930 года Диево центр Пятилетковского сельского Совета, в который кроме Диева входили деревни Десятильники, Полянка, Старово, хутора Лобачиха, Немчиха, Нескучное, Скородумка, Тушенька.
- В 1930 году создан колхоз «Новый мир».
- В 1933 году в Диево 73 хозяйства, 347 человек населения, из них в колхозе — 52 хозяйства.
- В 1936 году в селе 90 дворов, 407 человек.
- В годы Великой Отечественной войны погибли 37 жителей села, в их честь сооружен памятник. Рядом с памятником братская могила экипажа военного самолета, подбитого в 1941 году.
- В 1959—1961 годах соседние колхозы «Новый мир», «Красный Октябрь» и «Красный муравейник» объединились в единый колхоз «Мир» с центральной усадьбой в Диево.
- По переписи 1989 года постоянных жителей 204 человека (91 мужчина и 113 женщин), из них 36 % — карелы.

В 2001 году в селе 77 домов (квартир), в них постоянно проживали 197 человек, 12 домов — собственность наследников и дачников.
Имеется почтовое отделение, школа, Дом культуры, библиотека, медпункт.

## Население
| 1859 | 1887 | 1920 | 1936 | 1989 | 1997 | 2002 |
| ---- | ---- | ---- | ---- | ---- | ---- | ---- |
| 213  | ↗259 | ↗350 | ↗407 | ↘204 | ↗221 | ↘179 |
| 2008 | 2010 |      |      |      |      |      |
| ↗206 | ↘159 |      |      |      |      |      |

## Известные люди
- В Введенской церкви начинал служить священник Матфей Константиновский — духовник Н. В. Гоголя.
- В 1855 году в Диево родился академик Василий Васильевич Латышев.